# Paesana
Paesana (en français Paysane) est une commune de la province de Coni dans le Piémont en Italie. Cette commune compte 2 937 habitants. 
Articulée sur deux bourgs à cheval sur le fleuve Pô, Paesana se trouve dans la « Valle Po » et fait partie de la Comunità montana Valli Po, Bronda, Infernotto e Varaita.

## Histoire
Fief des marquis de Saluces, elle a appartenu plusieurs fois à la Maison de Savoie, qui l'obtint définitivement en 1601 avec le Traité de Lyon.
Le château, duquel ne restent que les ruines des fondations, fut détruit par les Français en 1585.
Les nazis firent de très importants dégâts. Le plus terrible et le plus présente dans les mémoires est sans aucun doute le grand incendie du 1er août 1944, qui réduisit en cendre plusieurs quartiers du village.

## Administration
| Période                                  | Période  | Identité      | Étiquette | Qualité |
| ---------------------------------------- | -------- | ------------- | --------- | ------- |
| 14 juin 2004                             | En cours | Mario Anselmo |           |         |
| Les données manquantes sont à compléter. |          |               |           |         |

### Hameaux
Ghisola

### Communes limitrophes
Barge, Oncino, Ostana, Sampeyre, Sanfront